# The Ultimate Fighter
The Ultimate Fighter är en amerikansk realityserie och MMA-turnering producerad av Spike TV och Ultimate Fighting Championship (UFC). I serien får professionella MMA-utövare som ännu inte slagit igenom på allvar tävla mot varandra för titeln som The Ultimate Fighter och ett "sexsiffrigt" (i dollar räknat) kontrakt med UFC.
Varje säsong fokuserar på en eller två viktklasser. Deltagarna delas upp i två lag som tränas av varsin etablerad UFC-fighter och varje avsnitt avslutas med en match där förloraren åker ur och segraren går vidare till nästa omgång. 
Med undantag för säsongsfinalerna är matcherna på The Ultimate Fighter sanktionerade som uppvisningsmatcher av Nevada Athletic Commission och räknas således inte som professionella matcher för deltagarna.

## Säsonger
| #  | Säsong                                           | Sändes                               | Viktklasser                             | Tränare                                |
| -- | ------------------------------------------------ | ------------------------------------ | --------------------------------------- | -------------------------------------- |
| 1  | The Ultimate Fighter 1                           | 18 januari 2005 — 9 april 2005       | Lätt tungvikt och mellanvikt            | Chuck Liddell och Randy Couture        |
| 2  | The Ultimate Fighter 2                           | 22 augusti 2005 — 5 november 2005    | Tungvikt och weltervikt                 | Matt Hughes och Rich Franklin          |
| 3  | The Ultimate Fighter 3                           | 6 april 2006 — 24 juni 2006          | Lätt tungvikt och mellanvikt            | Tito Ortiz och Ken Shamrock            |
| 4  | The Ultimate Fighter 4: The Comeback             | 17 augusti 2006 — 11 november 2006   | Mellanvikt och tungvikt                 | -                                      |
| 5  | The Ultimate Fighter 5                           | 5 april 2007 — 23 juni 2007          | Lättvikt                                | Jens Pulver och B.J. Penn              |
| 6  | Team Hughes vs. Team Serra                       | 19 september 2007 - 8 december 2007  | Weltervikt                              | Matt Serra och Matt Hughes             |
| 7  | Team Rampage vs. Team Forrest                    | 2 april 2008 - 21 juni 2008          | Mellanvikt                              | Forrest Griffin och Quinton Jackson    |
| 8  | Team Nogueira vs. Team Mir                       | 17 september 2008 - 13 december 2008 | Lätt tungvikt och lättvikt              | Frank Mir och Antônio Rodrigo Nogueira |
| 9  | United States vs. United Kingdom                 | 1 april 2009 - juni 2009             | Weltervikt och lättvikt                 | Michael Bisping och Dan Henderson      |
| 10 | The Ultimate Fighter: Heavyweights               | 16 september 2009 - 5 december 2009  | Tungvikt                                | Quinton Jackson och Rashad Evans       |
| 11 | Team Liddell vs. Team Ortiz                      | april 2010 - juni 2010               | Mellanvikt                              | Chuck Liddell och Tito Ortiz           |
| 12 | Team GSP vs. Team Koscheck                       | 16 september 2010 - 4 december 2010  | Lättvikt                                | Georges St. Pierre och Josh Koscheck   |
| 13 | Team Lesnar vs. Team dos Santos                  | 30 mars 2011 - 1 juni 2011           | Weltervikt                              | Brock Lesnar och Junior dos Santos     |
| 14 | Team Bisping vs. Team Miller                     | 21 september 2011 - 3 december 2011  | Bantamvikt och fjädervikt               | Michael Bisping och Jason Miller       |
| 15 | The Ultimate Fighter: Live                       | 9 mars 2012 - 25 maj 2012            | Lättvikt                                | Dominick Cruz och Urijah Faber         |
| 16 | Team Carwin vs. Team Nelson                      | 14 september 2012 - 15 december 2012 | Weltervikt                              | Shane Carwin och Roy Nelson            |
| 17 | Team Jones vs. Team Sonnen                       | 22 januari 2013 - 9 april 2013       | Mellanvikt                              | Jon Jones och Chael Sonnen             |
| 18 | Team Rousey vs. Team Tate                        | 4 september 2013 - 27 november 2013  | Bantamvikt(män) och bantamvikt(kvinnor) | Ronda Rousey och Miesha Tate           |
| 19 | Team Edgar vs. Team Penn                         | 16 april 2014 - 2 juli 2014          | Mellanvikt och lätt tungvikt            | Frankie Edgar och B.J. Penn            |
| 20 | The Ultimate Fighter: A Champion Will Be Crowned | 10 september 2014 - 10 december 2014 | Stråvikt(kvinnor)                       | Anthony Pettis och Gilbert Melendez    |
| 21 | American Top Team vs. Blackzillians              | 22 april 2015 - 8 juli 2015          | Weltervikt                              | -                                      |
| 22 | Team McGregor vs. Team Faber                     | 9 september 2015 - 9 december 2015   | Lättvikt                                | Conor McGregor och Urijah Faber        |
| 23 | Team Joanna vs. Team Cláudia                     | 20 april 2016 - 6 juli 2016          | Lätt tungvikt och stråvikt(kvinnor)     | Joanna Jędrzejczyk och Cláudia Gadelha |
| 24 | Tournament of Champions                          | 31 augusti 2016 - 30 november 2016   | Flugvikt                                | Joseph Benavidez och Henry Cejudo      |
| 25 | Redemption                                       | 19 april 2017 - 5 juli 2017          | Weltervikt                              | Cody Garbrandt och T.J. Dillashaw      |
| 26 | A New World Champion                             | 30 augusti 2017 - 29 november 2017   | Flugvikt(kvinnor)                       | Eddie Alvarez och Justin Gaethje       |
| 27 | Undefeated                                       | 18 april 2018 - 4 juli 2018          | Fjädervikt och lättvikt                 | Stipe Miocic och Daniel Cormier        |
| 28 | Heavy Hitters                                    | 29 augusti 2018 - 30 november 2018   | Tungvikt och fjädervikt(kvinnor)        | Robert Whittaker och Kelvin Gastelum   |

## Vinnare
Vinnaren/vinnarna av varje säsong presenteras här med den lättare viktklassen först:
- Säsong 1: Diego Sanchez (Team Liddell), Forrest Griffin (Team Liddell)
- Säsong 2: Joe Stevenson (Team Hughes), Rashad Evans (Team Franklin)
- Säsong 3: Kendall Grove (Team Ortiz), Michael Bisping (Team Ortiz)
- Säsong 4: Matt Serra (Team Mojo), Travis Lutter (Team No Love)
- Säsong 5: Nathan Diaz (Team Pulver)
- Säsong 6: Mac Danzig (Team Hughes)
- Säsong 7: Amir Sadollah (Team Forrest)
- Säsong 8: Efrain Escudero (Team Nogueira), Ryan Bader (Team Nogueira)
- Säsong 9: Ross Pearson (Team UK), James Wilks (Team UK)
- Säsong 10: Roy Nelson (Team Rashad)
- Säsong 11: Court McGee (Team Liddell)
- Säsong 12: Jonathan Brookins (Team St. Pierre)
- Säsong 13: Tony Ferguson (Team Lesnar)
- Säsong 14: John Dodson (Team Miller) och Diego Brandão (Team Bisping)
- Säsong 15: Michael Chiesa (Team Faber)
- Säsong 16: Colton Smith (Team Nelson)
- Säsong 17: Kelvin Gastelum (Team Sonnen)
- Säsong 18: Chris Holdsworth (Team Tate) och Julianna Peña (Team Tate)
- Säsong 19: Eddie Gordon (Team Edgar) och Corey Anderson (Team Edgar)
- Säsong 20: Carla Esparza (Team Pettis)
- Säsong 21: Kamaru Usman (Blackzillians)
- Säsong 22: Ryan Hall (Team Faber)
- Säsong 23: Tatiana Suarez (Team Gadelha) och Andrew Sanchez (Team Gadelha)
- Säsong 24: Tim Elliott (Team Benavidez)
- Säsong 25: Jesse Taylor (Team Dillashaw)
- Säsong 26: Nicco Montaño (Team Gaethje)
- Säsong 27: Brad Katona (Team Cormier) och Mike Trizano (Team Miocic)
- Säsong 28: Macy Chiasson (Team Gastelum) och Juan Espino (Team Whittaker)